# Португальский язык в Гвинее-Бисау
Португа́льский язы́к в Гвине́е-Биса́у (порт. Português Guineense) является официальным языком страны, при этом португальским владеет (по данным на 2006) примерно 167 тысяч человек, что составляет примерно 10 % населения.
В стране распространён гвинейский креольский язык, который служит в качестве лингва франка и средства национальной идентичности, являясь первым и вторым языком. Таким образом, португальский для гвинейцев часто является третьим языком. Среди носителей португальского языка большинство составляют белые гвинейцы, число которых в стране значительно сократилось из-за эмиграции во время гражданской войны. Большая часть гвинейцев, говорящих на португальском, сосредоточены в районе столицы страны — Бисау, известной как «Праса». В креольском языке жителей столицы отмечено значительное число заимствований из португальского.
Фонетика гвинейского варианта португальского близка к стандартной европейской. Для гвинейцев, у которых португальский язык является вторым и третьим, фонология коррелирует с фонологией их родных языков и напоминает бразильский португальский.

## История
Во время колониального завоевания страны Португалией португальский язык использовался европейскими поселенцами для общения с аборигенами (племенами фульбе, мандинго, баланте и другими). Число носителей португальского языка было относительно велико во время португальского правления, хотя при этом большинство мулатов и чернокожего населения говорило на гвинейском креольском языке, который является широко распространенным лингва франка. После получения страной независимости из-за гражданской войны численность владеющих португальским снизилась до 10 % населения.

## Лингвистическое планирование
После создания в 1996 году Содружества португалоязычных стран Гвинее-Бисау была оказана помощь в сфере образования. В страну было направлено большое количество учителей португальского языка из Португалии, Бразилии и африканских португалоязычных стран. В 2005 году в целях было заключено соглашение между гвинейскими властями и Институтом Камоэнса, который уже имел свой центр в Бисау, об открытии представительств института в других городах страны: Канчунго, Онгоре, Мансоа, Бафата, Габу, Буба, Катио, Болама, Бубаке и Куинамель.